# Emma Navarro
Emma Navarro, née le 18 mai 2001 à New York, aux États-Unis, est une joueuse de tennis américaine, professionnelle depuis 2022.

## Carrière professionnelle
Son père Ben est le propriétaire du tournoi de tennis de Charleston. En junior, Emma Navarro remporte l'Easter Bowl en 2019 et atteint la finale à Roland-Garros, battue par Leylah Fernandez. Elle s'impose toutefois en double avec Chloe Beck. Elle se classe au 3e rang mondial en septembre.

### 2022-2023. Entrée dans le Top 100
Après deux années passées à l'Université de Virginie et un titre individuel fin 2021 au championnat NCAA, elle rejoint le circuit professionnel à plein temps en juillet 2022 et remporte rapidement un titre ITF à Liepaja. Toujours sur le circuit secondaire, elle s'impose consécutivement en 2023 sur les tournois de Charleston et de Charlottesville. Elle passe un tour à Monterrey contre la Française Léolia Jeanjean (6-4, 6-2) avant de tomber contre la Croate Donna Vekić (3-6, 2-6) mais aussi à Indian Wells, sa première participation à un WTA 1000 où elle sort comme elle une autre invitée Américaine, Caty McNally (1-6, 6-1, 6-1) avant de perdre contre la Canadienne Leylah Fernandez (2-6, 4-6), ancienne finaliste de l'US Open. Alors qu'elle vient d'intégrer le Top 100, elle parvient également mi-mai à gagner deux matchs sur le circuit WTA à Strasbourg contre la Tchèque Tereza Martincová (6-2, 6-3) et la Suissesse Jil Teichmann (2-6, 6-3, 6-2) avant de s'incliner contre la Russe Anna Blinkova (4-6, 4-6). Ces résultats lui permettent d'obtenir une invitation pour les Internationaux de France où elle gagne son premier match en Grand Chelem contre la jeune Russe repêchée Erika Andreeva qui dispute elle aussi son premier Roland Garros (6-2, 3-6, 6-4). Elle s'incline contre l'ancienne numéro quatre Bianca Andreescu au deuxième tour (1-6, 4-6). Par la suite, elle est finaliste sur le gazon d'Ilkley et demi-finaliste à Bad Homburg après des succès sur Nadia Podoroska (6-2, 6-0), Alizé Cornet (7-5, 7-6) et Rebeka Masarova (6-7 1-1 ab.). Elle ne perd que contre la spécialiste de double Kateřina Siniaková (2-6, 2-6). Elle hérite d'un tirage difficile à Wimbledon en la personne d'Ekaterina Alexandrova, spécialiste du gazon et vainqueur de Bois-Le-Duc et perd logiquement (4-6, 3-6). Le 14 juillet 2023, elle atteint la finale du tournoi WTA 125 de Båstad. Elle continue sa progression, remportant des victoires sur deux joueuses hors du Top 300, Eva Vedder (7-6, 6-1) et Camilla Rosatello (6-2, 6-1) à Palerme, mais s'inclinant contre la jeune Chinoise Zheng Qinwen, révélation de la saison dernière (4-6, 2-6). Elle dispute un dernier tournoi en Europe, à Lausanne, avec une deuxième victoire sur Léolia Jeanjean sans concéder le moindre jeu (6-0, 6-0) avant de perdre sur Clara Burel, une autre Française (3-6, 2-6). Elle se qualifie mi-août pour la première fois au tournoi de Cincinnati mais s'incline d'entrée contre la Croate Petra Martić (2-6, 6-3, 3-6) et enchaîne deux nouvelles défaites à Cleveland contre Aliaksandra Sasnovich (6-3, 4-6, 5-7) et à l'US Open face à Magdalena Fręch (6-7, 6-1, 2-6) qui gagne son premier match à New York.
Deux mois plus tard, elle sort des qualifications à San Diego et s'impose contre l'Italienne Jasmine Paolini (7-5, 6-0), prend sa revancge sur la Biélorusse qualifiée Aliaksandra Sasnovich (7-5, 6-4) ainsi que contre la Grecque María Sákkari, neuvième mondiale dans un match décousu (6-4, 0-6, 7-6) ce qui constitue la première victoire sur une Top 10 dans sa carrière. Elle joue une demi-finale surprise contre l'invitée Sofia Kenin, ancienne numéro quatre mondiale qui met fin à son beau parcours (2-6, 7-5, 4-6). Elle emporte de nouvelles victoires à Guadalajara, le dernier WTA 1000 de la saison contre ses compatriote Maria Mateas (6-0, 6-4) mais surtout Madison Keys (6-2, 7-6), douzième mondiale et demi-finaliste à Flushing Meadows, s'inclinant de nouveau contre Leylah Fernandez (2-6, 3-6).

### 2024. Demi-finales à l'US Open et Montréal, quarts à Wimbledon et Indian Wells et entrée dans le Top 10
Début janvier, elle s'envole en Australie pour jouer à Auckland. Elle renverse la jeune Tchèque Linda Fruhvirtová (2-6, 6-4, 6-2), puis sort sans difficulté l'Arménienne Elina Avanesyan (6-1, 6-2) et la Croate Petra Martić (6-4, 6-3), tombant seulement contre sa jeune compatriote Coco Gauff, vainqueur du dernier US Open (3-6, 1-6) en demi-finale. Tête de série numéro deux à Hobart, elle renverse la Française Clara Burel (4-6, 6-2, 6-3) et la Bulgare Viktoriya Tomova (4-6, 6-3, 6-2) et sort la qualifiée Polonaise Magdalena Fręch (6-3, 6-3) pour rejouer un dernier carré. Elle affronte et élimine une autre qualifiée en la personne de Yuan Yue (6-4, 6-3) pour disputer sa première finale sur le circuit WTA en carrière contre la Belge Elise Mertens, joueuse la plus titrée à Hobart. Au bout d'une finale disputée au cours de laquelle la Belge sert pour le titre, elle remporte son premier titre (6-1, 4-6, 7-5) juste avant l'Open d'Australie. Elle dispute pour la première fois le Majeur australien et parvient à s'extraire de la Chinoise Wang Xiyu (6-1, 6-7, 7-5) avant de renverser l'Italienne Elisabetta Cocciaretto (4-6, 6-3, 6-3) qui comme elle vient de remporter son premier match dans le premier Majeur de l'année. Elle voit sa route barrée par la surprise du tournoi, la qualifiée Ukrainienne Dayana Yastremska, 93e mondiale (2-6, 6-2, 1-6) qui parviendra jusqu'aux portes de la finale. Continuant sa progression, elle sort dès le premier tour de Doha l'Italienne Jasmine Paolini qui terminera l'année numéro quatre mondiale (6-3, 7-5) et de nouveau Elise Mertens (6-1, 6-3) avant d'offrir une belle lutte face à la Kazakh Elena Rybakina (1-6, 7-6, 4-6), quatrième joueuse au classement WTA, finaliste à Doha en fin de semaine. Elle renverse la spécialiste de double Kateřina Siniaková (4-6, 7-5, 6-4) alors qu'elle est menée cinq jeux à trois dans le deuxième set au premier tour de Dubaï mais voit la onzième mondiale María Sákkari la battre (2-6, 4-6) en péninsule arabique.
Elle parvient également en mars en demi-finale du tournoi de San Diego, sortant de nouveau en trois manches Kateřina Siniaková (6-3, 3-6, 6-1) et la qualifiée Daria Saville (6-4, 6-2). Elle ne marque cependant que quatre jeux contre la surprise Britannique du tournoi, Katie Boulter (3-6, 1-6). Elle continue d'impressionner lorsqu'à pour sa première participation à Indian Wells, elle écarte deux Ukrainiennes, Lesia Tsurenko (4-6, 7-5, 7-5) en passant à deux points de perdre le match et l'ancienne numéro trois Elina Svitolina (6-1, 4-6, 6-3) mais surtout la numéro deux mondiale Aryna Sabalenka (6-3, 3-6, 6-2) en huitièmes de finale, vainqueur de son second Open d'Australie en début d'année. Il s'agit alors de sa plus belle victoire en carrière. Elle mène en quarts de finale un set à zéro contre la Grecque María Sákkari mais doit s'incliner comme un mois plus tôt (7-5, 2-6, 4-6). Ayant fait son entrée dans le Top 20, elle termine la tournée sur dur par un huitièmes de finale à Miami, éliminant la qualifiée Storm Hunter (6-4, 6-3) et de nouveau Jasmine Paolini (6-2, 3-6, 6-0), désormais quatorzième mondiale avant de caler contre Jessica Pegula, cinquième mondiale et futur finaliste en fin d'année à l'US Open (6-7, 3-6).
Après avoir écrasé sa compatriote Katie Volynets (6-1, 6-1) à Charleston, elle est surprise par la Roumaine Jaqueline Cristian (3-6, 7-5, 1-6) au second tour. Ses premiers WTA 1000 sur ocre ne la voit pas performer, remportant un match contre une ancienne demi-finaliste aux Internationaux de France, Nadia Podoroska (6-2, 6-1) à Madrid mais s'inclinant contre une autre joueuse ayant disputé le dernier carré du tournoi parisien, la Brésilienne Beatriz Haddad Maia (4-6, 4-6), avant de se faire renverser par l'ancienne numéro deux mondiale sur le retour Paula Badosa (6-1, 4-6, 2-6) à Rome. Elle subit une deuxième défaite contre Beatriz Haddad Maia à Strasbourg (4-6, 6-7) après s'être débarrassée de l'invitée et vétérane Alizé Cornet qui dispute son avant dernier match en carrière (6-4, 6-1). Elle joue pour la seconde fois de sa carrière le tournoi de Roland Garros fin mai et accède aux huitièmes de finale d'un Majeur pour la première fois de sa vie après des victoires sur les qualifiées Zeynep Sönmez (6-2, 6-0) et Sara Errani (6-2, 7-5), ancienne finaliste ainsi que contre sa compatriote Madison Keys, récente vainqueur de Strasbourg en deux jeux décisifs. Elle cède logiquement en début de deuxième semaine face à la numéro deux Aryna Sabalenka, finaliste à Madrid et Rome (2-6, 3-6).
Ses débuts sur gazon sont encourageants malgré une défaite d'entrée à Berline pour son troisième duel de l'année contre Kateřina Siniaková (4-6, 3-6). Elle parvient ainsi à Bad Homburg à prendre sa revanche sur Jaqueline Cristian (6-3, 6-1), sort Peyton Stearns en concédant un jeu de plus (6-4, 6-1) avant de profiter de l'abandon de l'ancienne numéro une Caroline Wozniacki (4-6, 6-1, 1-0 ab.), sortie seulement par la jeune Diana Shnaider (5-7, 6-2, 3-6) en demi et qui remportera le titre le lendemain. Elle enchaîne une seconde bonne performance en Majeur début juillet en remportant son premier match en carrière à Wimbledon très facilement contre Wang Qiang (6-0, 6-2) puis gagne ensuite contre l'ancienne numéro une Naomi Osaka (6-4, 6-1) avant de renverser Diana Shnaider qui dispute son premier Wimbledon au troisième tour (2-6, 6-3, 6-4). Elle remporte son premier match contre une Top 10 sur gazon contre sa compatriote numéro deux mondiale Coco Gauff (6-4, 6-3) en huitièmes de finale et accède pour la première fois également aux quarts de finale en Majeur. Son match contre l'Italienne Jasmine Paolini, récente finaliste de Roland Garros et septième mondiale est décevant, elle ne gagne que trois jeux (2-6, 1-6), laissant l'Italienne disputer sa première demi-finale au Temple.

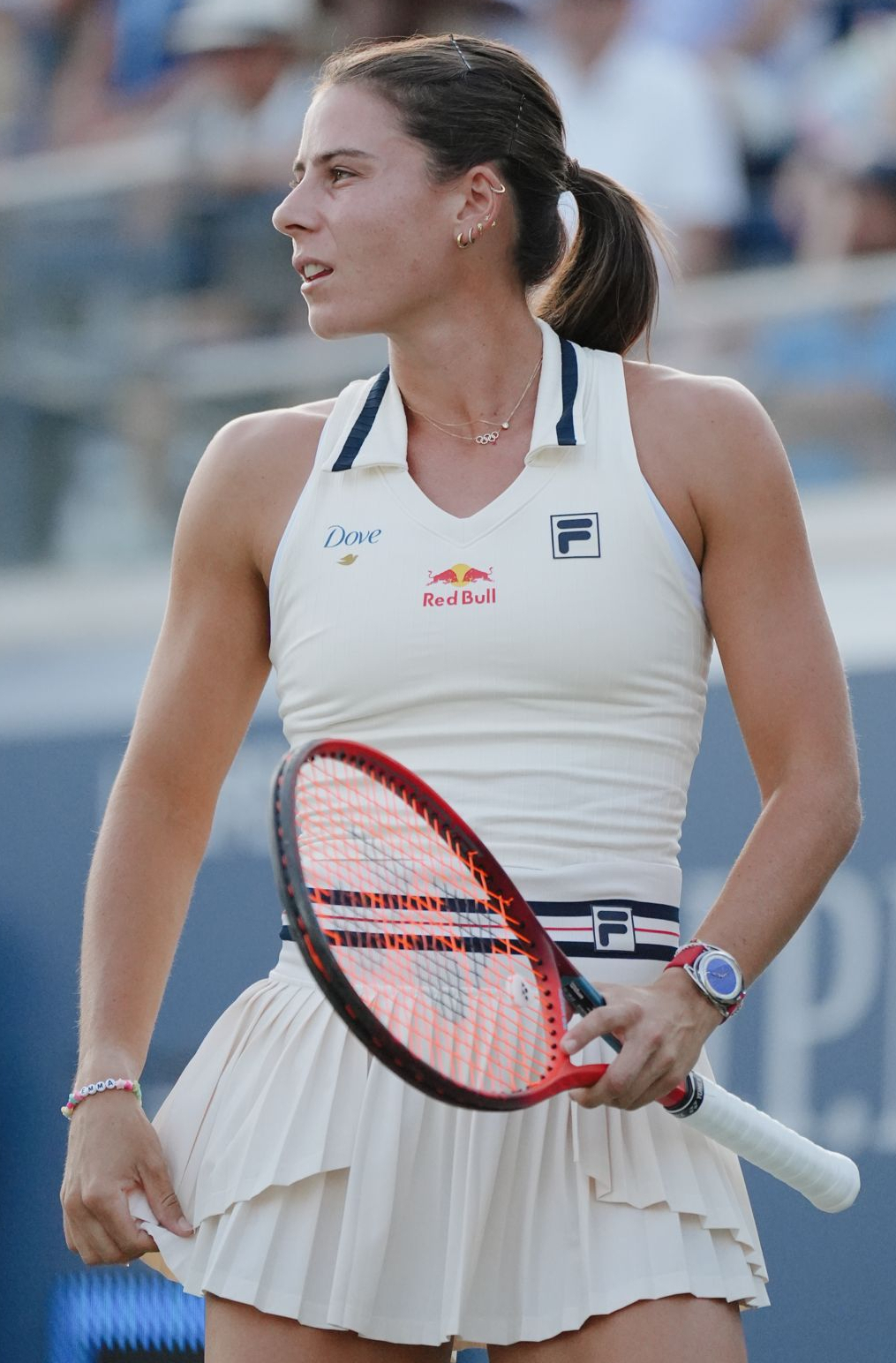
Emma Navarro à l'US Open 2024.

Elle dispute ses premiers Jeux à Paris, écrasant facilement Julia Grabher (6-2, 6-0) avant de connaître plus de difficultés contre Viktoriya Tomova (6-7, 6-4, 6-1) et la jeune Zheng Qinwen (7-6, 6-7, 1-6), future médaillée d'or en France. Elle intègre le Top 16 en disputant sa première demi-finale en WTA 1000 à l'occasion de l'Open du Canada. Elle s'incline contre la surprise Amanda Anisimova (3-6, 6-2, 2-6), novice comme elle à ce stade en WTA 1000, n'ayant concédé aucune manche auparavant contre Magda Linette (6-2, 6-4), Marta Kostyuk (7-5, 7-5) et Taylor Townsend qui disputait son premier quart de finale dans un tournoi de cette catégorie (6-3, 7-6). Elle enchaîne néanmoins une deuxième défaite consécutive à Cincinnati dès le premier tour par la très jeune Russe Mirra Andreeva (2-6, 2-6), demi-finaliste cette année à Roland Garros et qui joue pour la première fois le tournoi. Elle décide de prendre part au tournoi de Monterrey juste avant l'US Open, renversant la Colombienne Camila Osorio (3-6, 7-5, 7-6), passant à deux points de perdre la rencontre et la Polonaise Magdalena Fręch (6-7, 6-0, 6-2) mais laissant à la Tchèque Linda Nosková le soin de jouer sa première finale de la saison (6-7, 5-7).
Elle remporte ses deux premiers matchs à l'US Open sur le même score contre la Russe Anna Blinkova et la Néerlandaise Arantxa Rus (6-1, 6-1). Elle connaît plus de mal au troisième tour contre Marta Kostyuk qui comme elle, n'a jamais connu de deuxième semaine à New York (6-4, 4-6, 6-3) puis se hisse en quarts de finale du tournoi en ayant éliminé sa compatriote tenante du titre et 3ème mondiale Coco Gauff, comme à Wimbledon, en trois sets (6-3, 4-6, 6-3). Elle y affronte l'Espagnole Paula Badosa, ancienne numéro deux et sort victorieuse de la rencontre en deux sets (6-2, 7-5). Cette victoire permet à la new-yorkaise d'accéder à sa première demi-finale en Grand Chelem, confirmant sa progression régulière. Elle lui assure également une intégration dans le Top 10 du classement WTA pour la première fois de sa carrière. Soutenue par le public, elle butte en demi-finale sur la numéro deux Aryna Sabalenka, finaliste l'année passée et vainqueur des deux derniers Open d'Australie (3-6, 6-7). Elle monte malgré la défaite au huitième rang mondial après le tournoi et prend part deux semaines plus tard pour la première fois au WTA 1000 de Pékin mais s'incline d'entrée contre l'invitée locale Zhang Shuai (4-6, 2-6) qui restait sur une série de 24 défaites consécutives avant le tournoi avant de conclure sa saison par une deuxième défaite consécutive contre la Polonaise Magdalena Fręch (4-6, 6-3, 3-6) pour le troisième duel de l'année entre les deux joueuses.

### 2025. Quart de finale à l'Open d'Australie et premier titre en WTA 500
Elle décide de débuter l'année par le tournoi de Brisbane où elle se fait surprendre par l'invitée Kimberly Birrell, classée 113e (5-7, 5-7) dès le premier match, l'Australienne obtenant sa victoire contre la joueuse la mieux classée jusqu'alors en carrière. Elle gagne son premier match de l'année à Adelaïde, décidant de ne pas défendre son titre à Hobart, où en tant que tête de série numéro deux, elle élimine la Russe Ekaterina Alexandrova (7-6, 6-4) mais ne rassure pas contre Liudmila Samsonova au tour suivant (4-6, 4-6). Elle attaque l'Open d'Australie et y livre plusieurs batailles en trois manches, d'abord contre sa compatriote Peyton Stearns (6-7, 7-6, 7-5), puis face à la Chinoise Wang Xiyu qu'elle sort comme l'année précédente (6-3, 3-6, 6-4). Elle continue d'empocher des victoires en trois manches, au troisième tour contre l'ancienne numéro deux Ons Jabeur (6-4, 3-6, 6-4) en cédant un jeu de plus pour pouvoir rallier pour la première fois de sa carrière la deuxième semaine en Australie. Elle sort en huitièmes la Russe Daria Kasatkina (6-4, 5-7, 7-5) et joue ainsi un nouveau quart de finale. Confronté à Iga Świątek et émoussée, ayant passé six heures de plus sur les courts que la Polonaise, elle ne remporte que trois jeux (1-6, 2-6), laissant la numéro deux rejoindre le dernier carré.
Elle essuie une deuxième défaite de suite à Doha contre l'ancienne finaliste de l'US Open Leylah Fernandez dès le premier tour (2-6, 2-6), remporte un match disputé face à la Suissesse Belinda Bencic, vainqueur une semaine avant du tournoi d'Abou Dhabi (7-6, 2-6, 6-3) mais se fait surprendre par la vétérane Roumaine Sorana Cîrstea, demi-finaliste l'année passée (6-7, 6-3, 5-7).
Elle remporte à Mérida son deuxième titre sur le circuit et le premier en catégorie WTA 500. Tête de série numéro 1 du tournoi pour la première fois de sa carrière, elle bénéficie d'un bye puis s'imposera contre Petra Martic (6-1, 6-2) la jeune turque Zeynep Sonmez tenante du titre (6-4, 6-2) et l'arménienne Élina Avanesyan (6-3, 6-3) pour se hisser en finale. Opposée à la surprenante colombienne Emiliana Arango issue des qualifications, elle se montre impitoyable (6-0, 6-0).
Elle enchaîne avec le WTA 1000 d'Indian Wells où elle prend sa revanche de Dubaï face à la roumaine Sorana Cîrstea à l'issue d'une rencontre très disputée où elle sauve 2 balles de match (3-6, 6-1, 7-6). Au tour suivant elle s'incline contre Donna Vekić (6-7, 1-6), puis perd d'entrée à Miami contre une autre Emma, Raducanu, ancienne vainqueur de l'US Open (6-7, 6-2, 6-7). Elle affronte trois Américaines à Charleston, Hailey Baptiste (6-4, 6-3), la jeune Ashlyn Krueger (4-6, 6-4, 6-2) et la vainqueur du WTA 1000 de Doha, Amanda Anisimova qui confirme ses récents progrès (5-7, 6-7).
La tournée sur ocre européenne se passe de manière similaire pour l'Américaine dans les quatre premiers tournois qu'elle dispute. Elle remporte à chaque fois son premier match en deux sets puis perd le deuxième après avoir lâché la première manche. 
En avril, elle dispute le tournoi de Stuttgart, écartant brillamment la Brésilienne Beatriz Haddad Maia (6-3, 6-0) mais cédant contre la Lettone Jeļena Ostapenko, ancienne vainqueur de Roland Garros (5-7, 6-3, 2-6). Au WTA 1000 de Madrid elle débute en battant la jeune Australienne Maya Joint lors d'un match disputé (7-5, 7-5) mais est renversée par la Croate Donna Vekić (6-4, 3-6, 2-6) qui atteint pour la première fois de sa carrière les huitièmes de finale du tournoi. Elle gagne son premier match à Rome contre la Russe Kamilla Rakhimova (6-1, 6-3), repêchée des qualifications avant de subir une nouvelle défaite (6-3, 0-6, 4-6) contre Clara Tauson, finaliste à Doha. Tête de série numéro deux à Strasbourg, le tournoi français la voit sortir Anna Blinkova (6-4, 6-1) mais aussi battue par la revancharde Beatriz Haddad Maia qui sort sa première Top 10 de la saison (6-3, 6-7, 2-6). Elle effectue son plus mauvais parcours à Roland-Garros fin mai, ne marquant qu'un seul petit jeu lors du tournoi, écrasée par l'Espagnole Jéssica Bouzas Maneiro qui remporte son premier match Porte d'Auteuil en carrière (6-0, 6-1).
Elle se sort des griffes de la Brésilienne Beatriz Haddad Maia pour son premier match sur gazon de la saison (1-6, 7-6, 6-3) au Queen's mais doit céder contre sa compatriote Amanda Anisimova en quarts du tournoi (3-6, 3-6), gagne de nouveau contre Marta Kostyuk (6-2, 6-3) à Berlin mais s'incline face à Paula Badosa qui prend sa revanche du dernier US Open (6-7, 3-6). Une nouvelle victoire sur Marta Kostyuk (6-2, 7-5) à Bad Homburg et une autre contre l'ancienne numéro une invitée Naomi Osaka (6-4, 6-4) lui permettent de rejoindre les quarts de finale de Bad Homburg, battue à ce stade par la numéro trois mondiale Jessica Pegula (4-6, 6-1, 3-6). Elle ne fait qu'une bouchée à Wimbledon de la Tchèque Petra Kvitová, ancienne double lauréate et qui dispute pour la dernière fois de sa carrière le tournoi (6-3, 6-1) ainsi que de l'ancienne Top 10 Veronika Kudermetova (6-1, 6-2). Continuant son parcours difficile, elle renverse la tenante du titre Barbora Krejčíková (2-6, 6-3, 6-4) mais perd en huitièmes de finale contre la jeune Mirra Andreeva (2-6, 3-6), septième au classement WTA et qui parvient pour la première fois ici en quarts de finale.
Le premier match de sa tournée sur dur américain se solde par une défaite contre l'ancienne numéro trois mondiale María Sákkari à Washington, alors qu'elle est tête de série numéro deux (5-7, 6-7). Demi-finaliste l'année passée à l'Open du Canada, elle s'impose aisément contre l'invitée locale Rebecca Marino (6-1, 6-2) mais tombe contre l'Ukrainienne Dayana Yastremska (5-7, 4-6) puis échoué à remporter un match pour la troisième année de suite à Cincinnati, éliminée par la très jeune Ella Seidel (4-6, 6-1, 4-6), classée hors du Top 100.

## Palmarès

### Titres en simple dames
| No | Date       | Nom et lieu du tournoi       | Catégorie | Dotation    | Surface    | Finaliste       | Score         |          |
| -- | ---------- | ---------------------------- | --------- | ----------- | ---------- | --------------- | ------------- | -------- |
| 1  | 08-01-2024 | Hobart international, Hobart | WTA 250   | 267 082 $   | Dur (ext.) | Elise Mertens   | 6-1, 4-6, 7-5 | Parcours |
| 2  | 24-02-2025 | Mérida Open Akron, Mérida    | WTA 500   | 1 064 510 $ | Dur (ext.) | Emiliana Arango | 6-0, 6-0      | Parcours |

### Finale en simple dames
Aucune.

### Finales en simple en WTA 125
| No | Date       | Nom et lieu du tournoi | Catégorie | Dotation  | Surface      | Vainqueure     | Score          |          |
| -- | ---------- | ---------------------- | --------- | --------- | ------------ | -------------- | -------------- | -------- |
| 1  | 10-07-2023 | Nordea Open, Båstad    | WTA 125   | 115 000 $ | Terre (ext.) | Olga Danilović | 7-64, 3-6, 6-3 | Parcours |
| 2  | 13-05-2024 | Trophée Clarins, Paris | WTA 125   | 115 000 $ | Terre (ext.) | Diana Shnaider | 6-2, 3-6, 6-4  | Parcours |

## Parcours en Grand Chelem

### En simple dames
| Année | Open d'Australie | Open d'Australie  | Internationaux de France | Internationaux de France | Wimbledon       | Wimbledon             | US Open         | US Open          |
| ----- | ---------------- | ----------------- | ------------------------ | ------------------------ | --------------- | --------------------- | --------------- | ---------------- |
| 2021  | —                | —                 | —                        | —                        | —               | —                     | 1er tour (1/64) | Christina McHale |
|       |                  |                   |                          |                          |                 |                       |                 |                  |
| 2023  | —                | —                 | 2e tour (1/32)           | Bianca Andreescu         | 1er tour (1/64) | Ekaterina Alexandrova | 1er tour (1/64) | Magdalena Fręch  |
| 2024  | 3e tour (1/16)   | Dayana Yastremska | 1/8 de finale            | Aryna Sabalenka          | 1/4 de finale   | Jasmine Paolini       | 1/2 finale      | Aryna Sabalenka  |
| 2025  | 1/4 de finale    | Iga Świątek       | 1er tour (1/64)          | J. Bouzas Maneiro        | 1/8 de finale   | Mirra Andreeva        |                 |                  |

N.B. : à droite du résultat se trouve le nom de l'ultime adversaire.

### En double dames
| Année | Open d'Australie                                                                      | Open d'Australie                                                                | Internationaux de France                                                         | Internationaux de France                                                      | Wimbledon                                                                         | Wimbledon | US Open                                                                               | US Open |
| ----- | ------------------------------------------------------------------------------------- | ------------------------------------------------------------------------------- | -------------------------------------------------------------------------------- | ----------------------------------------------------------------------------- | --------------------------------------------------------------------------------- | --------- | ------------------------------------------------------------------------------------- | ------- |
| 2019  | —                                                                                     | —                                                                               | —                                                                                | —                                                                             | —                                                                                 | —         | 1er tour (1/32) H. Baptiste \|\| style="text-align:left;" \| K. Ahn C. McHale         |         |
|       |                                                                                       |                                                                                 |                                                                                  |                                                                               |                                                                                   |           |                                                                                       |         |
| 2021  | —                                                                                     | —                                                                               | —                                                                                | —                                                                             | —                                                                                 | —         | 1er tour (1/32) H. Baptiste \|\| style="text-align:left;" \| M. Kostyuk D. Yastremska |         |
|       |                                                                                       |                                                                                 |                                                                                  |                                                                               |                                                                                   |           |                                                                                       |         |
| 2023  | —                                                                                     | —                                                                               | 1er tour (1/32) D. Collins \|\| style="text-align:left;" \| S. Hunter E. Mertens | 1er tour (1/32) I. Neel \|\| style="text-align:left;" \| C. Dolehide Zhang S. | 1er tour (1/32) P. Stearns \|\| style="text-align:left;" \| A. Danilina H. Watson |           |                                                                                       |         |
| 2024  | 1/8 de finale D. Shnaider \|\| style="text-align:left;" \| B. Krejčíková L. Siegemund | 1/4 de finale D. Shnaider \|\| style="text-align:left;" \| S. Errani J. Paolini | 2e tour (1/16) D. Parry \|\| style="text-align:left;" \| C. Dolehide D. Krawczyk | —                                                                             | —                                                                                 |           |                                                                                       |         |

N.B. : le nom de la partenaire se trouve sous le résultat ; les noms des ultimes adversaires se trouvent à droite.

## Parcours en WTA 1000
Les tournois WTA « Premier Mandatory » et « Premier 5 » (entre 2009 et 2020) et WTA 1000 (à partir de 2021) constituent les catégories d'épreuves les plus prestigieuses, après les quatre levées du Grand Chelem. 

De 2009 à 2023, les tournois Premier Mandatory (dits tournois WTA 1000 obligatoires entre 2021 et 2023) regroupent Indian Wells, Miami, Madrid et Pékin, les autres constituant les tournois Premier 5 (tournois WTA 1000 non-obligatoires). À partir de 2024, le nombre de tournois WTA 1000 passe à 10 par saison (fin de l’alternance Doha / Dubaï), ces derniers devenant tous obligatoires et offrant tous 1000 points à la vainqueure (contre 900 points précédemment pour les tournois Premier 5).

### En simple dames
| Année |       |                             |                           |                          |                            |                               |                          |                              |                             |                         |  |                            |
| Doha  | Dubaï | Indian Wells                | Miami                     | Madrid                   | Rome                       | Canada                        | Cincinnati               | Pékin                        |                             | Wuhan                   |  |                            |
| Doha  | Dubaï | Indian Wells                | Miami                     | Madrid                   | Rome                       | Canada                        | Cincinnati               | Pékin                        | Guadalajara                 |                         |  |                            |
| Doha  | Dubaï | Indian Wells                | Miami                     | Madrid                   | Rome                       | Canada                        | Cincinnati               | Pékin                        |                             |                         |  |                            |
| 2023  |       | WTA 500                     |                           |                          |                            |                               |                          |                              | 1er tour (1/32) P. Martić   |                         |  | 3e tour (1/8) L. Fernandez |
| 2024  |       | 3e tour (1/8) E. Rybakina   | 2e tour (1/16) M. Sákkari | 1/4 de finale M. Sákkari | 4e tour (1/8) J. Pegula    | 3e tour (1/16) B. Haddad Maia | 2e tour (1/32) P. Badosa | 1/2 finale A. Anisimova      | 1er tour (1/32) M. Andreeva | 2e tour (1/32) Zhang S. |  | 2e tour (1/16) M. Fręch    |
| 2025  |       | 2e tour (1/16) L. Fernandez | 3e tour (1/8) S. Cîrstea  | 3e tour (1/16) D. Vekić  | 2e tour (1/32) E. Raducanu | 3e tour (1/16) D. Vekić       | 3e tour (1/16) C. Tauson | 3e tour (1/16) D. Yastremska | 2e tour (1/32) E. Seidel    |                         |  |                            |

Sous le résultat, l’ultime adversaire.
1. 1 2   Les tournois de Doha et Dubaï alternent le statut de tournoi WTA 1000 (ex Premier 5) entre 2009 et 2023 : les trois premières éditions ont lieu à Dubaï, les trois suivantes à Doha, puis Dubaï accueille le tournoi de cette catégorie les années impaires et Dubaï les années paires. De 2011 à 2023, la ville qui n’accueille pas de WTA 1000 organise à la place un tournoi WTA 500 (ex Premier).
2. 1 2 3 4 5 6 7   L’ordre de déroulement des tournois a évolué depuis 2009 : Rome se dispute avant Madrid et Cincinnati avant Montréal/Toronto jusqu’en 2010, tandis que Tokyo (2009-2013)-Wuhan (2014-2019, 2024-)-Guadalajara (2022-2023) ont lieu avant Pékin jusqu’en 2023.

## Parcours aux Jeux olympiques

### En simple dames
| # | Date       | Nom de l'olympiade         | Surface             | Résultat      | Ultime adversaire | Score           |          |
| - | ---------- | -------------------------- | ------------------- | ------------- | ----------------- | --------------- | -------- |
| 1 | 27/07/2024 | Olympic Tennis Event Paris | Terre battue (ext.) | 1/8 de finale | Zheng Qinwen      | 67-7, 7-64, 6-1 | Parcours |

## Records et statistiques

### Confrontations avec ses principales adversaires
Confrontations lors des différents tournois WTA avec ses principales adversaires (5 confrontations minimum et avoir été membre du top 10). Classement par pourcentage de victoires. Situation au 12 juin 2025 :
| Joueuse             | Meilleur classement | Confrontations | Victoires | Défaites | Pourcentage de victoires | Dernière confrontation                    |
| ------------------- | ------------------- | -------------- | --------- | -------- | ------------------------ | ----------------------------------------- |
| Beatriz Haddad Maia | 10                  | 6              | 3         | 3        | 50                       | victoire (1-6, 7-64, 6-3) au Queen's 2025 |

### Victoires sur le top 10
Toutes ses victoires sur des joueuses classées dans le top 10 de la WTA lors de la rencontre.
| Légende      |
| ------------ |
| Grand Chelem |
| WTA 1000     |
| WTA 500      |
| WTA 250      |
| Fed Cup      |

| # | Rang  |  | Tournoi          | Année | Surface |  | Adversaire      | Rang  | Tour | Score          | Tableau |
| - | ----- |  | ---------------- | ----- | ------- |  | --------------- | ----- | ---- | -------------- | ------- |
| 1 | no 61 |  | San Diego        | 2023  | Dur     |  | María Sákkari   | no 9  | 1/4  | 6-4, 0-6, 7-64 | Tableau |
| 2 | no 23 |  | Indian Wells     | 2024  | Dur     |  | Aryna Sabalenka | no 2  | 1/8  | 6-3, 3-6, 6-2  | Tableau |
| 3 | no 17 |  | Wimbledon        | 2024  | Gazon   |  | Coco Gauff      | no 2  | 1/8  | 6-4, 6-3       | Tableau |
| 4 | no 12 |  | US Open          | 2024  | Dur     |  | Coco Gauff      | no 3  | 1/8  | 6-3, 4-6, 6-3  | Tableau |
| 5 | no 8  |  | Open d'Australie | 2025  | Dur     |  | Daria Kasatkina | no 10 | 1/8  | 6-4, 5-7, 7-5  | Tableau |

## Classements WTA en fin de saison
| Année          | 2017 | 2018 | 2019 | 2020 | 2021 | 2022 | 2023 | 2024 |
| Rang en simple | –    | 763  | 483  | 463  | 233  | 143  | 38   | 8    |
| Rang en double | 868  | 696  | 440  | 409  | 370  | 1073 | 501  | 98   |

Source : (en) Classements de Emma Navarro sur le site officiel de la Fédération internationale de tennis